# Carlo Westphal
Carlo Westphal (Wolmirstedt, 25 november 1985) is een Duits voormalig wielrenner.

## Belangrijkste overwinningen
2003
- Eindklassement Internationale Junioren-Rundfahrt Niedersachsen

2004
- 2e etappe Thüringen-Rundfahrt (U23)

2005
- Chemnitz-Einsiedel

2008
- 5e etappe Eneco Tour

## Resultaten in voornaamste wedstrijden
| Jaar | Gent-Wevelgem | Parijs-Roubaix |  | Wereldranglijsten |
| ---- | ------------- | -------------- |  | ----------------- |
| 2007 | 95e           | 86e            |  |                   |
| 2008 | 180e          |                |  | 111e (UPT)        |